# Torneo de Córdoba 2024
El Córdoba Open 2024 fue un evento de tenis profesional de la categoría ATP 250 que se jugó en pistas de tierra batida. Se trató de la 6.a edición del torneo que forma parte del ATP Tour 2024. Se disputó en Córdoba, Argentina del 5 al 11 de febrero de 2024 en el predio del Estadio Mario Alberto Kempes.

## Distribución de puntos
| Modalidad            | Campeón | Finalista | Semifinales | Cuartos de final | 2ª ronda | 1ª ronda | Clasificados | 2ª ronda de clasificación | 1ª ronda de clasificación |
| Individual masculino | 250     | 165       | 100         | 50               | 25       | 0        | 13           | 7                         | 0                         |
| Dobles masculino     | 250     | 150       | 90          | 45               | 20       | 0        | -            | -                         | -                         |

## Cabezas de serie

### Individuales masculino

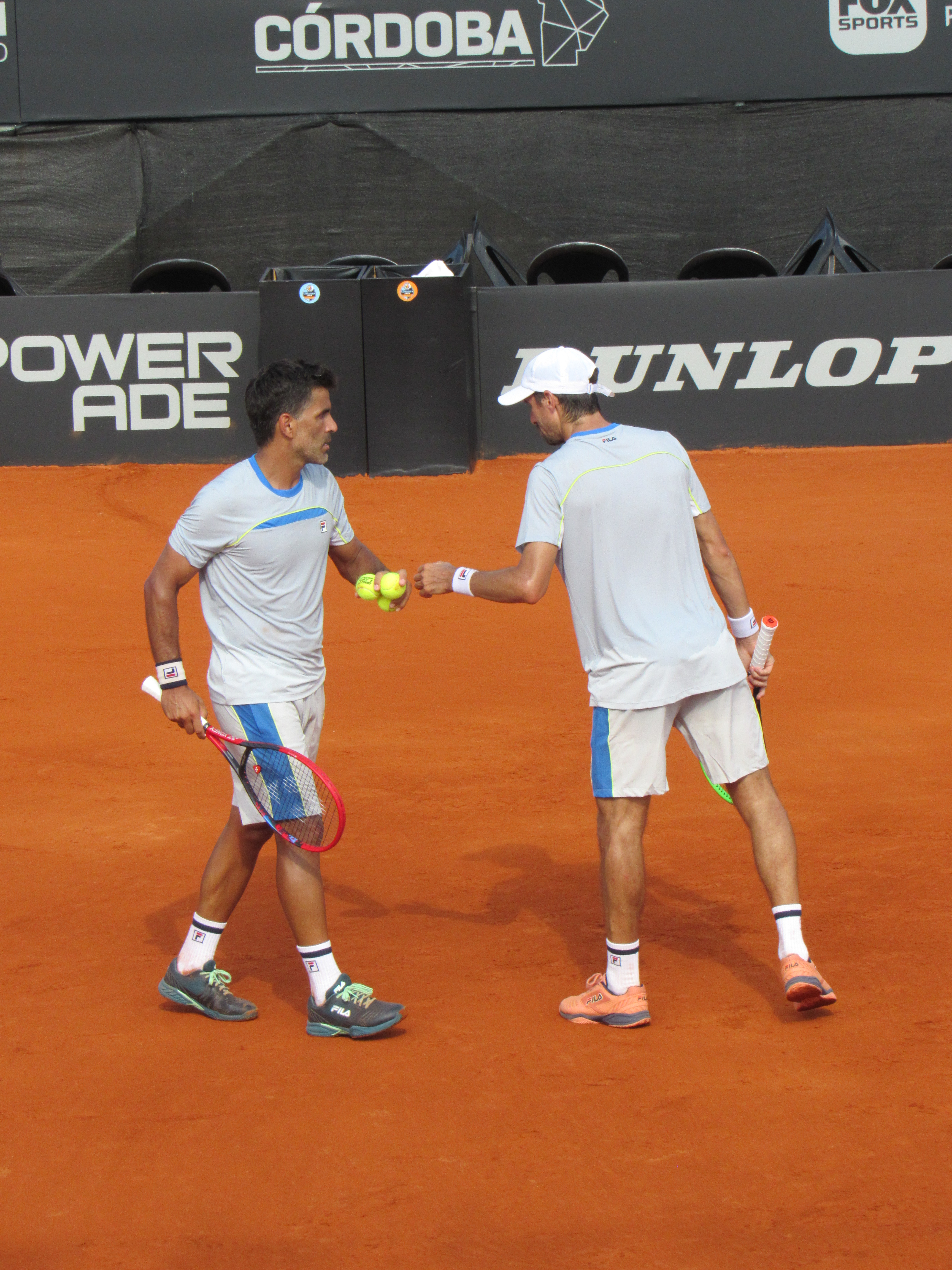
González y Molteni en el Córdoba Open 2024

| Tenista                 | Ranking | Preclasificado |
| Francisco Cerúndolo     | 22      | 1              |
| Sebastián Báez          | 25      | 2              |
| Tomás Martín Etcheverry | 28      | 3              |
| Sebastian Ofner         | 40      | 4              |
| Daniel Altmaier         | 52      | 5              |
| Alejandro Tabilo        | 54      | 6              |
| Yannick Hanfmann        | 58      | 7              |
| Roberto Carballés       | 65      | 8              |

- Ranking del 29 de enero de 2024.[2]

### Dobles masculino
| Tenistas                        | Ranking | Preclasificado |
| Máximo González Andrés Molteni  | 26      | 1              |
| Sadio Doumbia Fabien Reboul     | 70      | 2              |
| Marcelo Melo Matwé Middelkoop   | 94      | 3              |
| Nicolás Barrientos Rafael Matos | 119     | 4              |

## Campeones

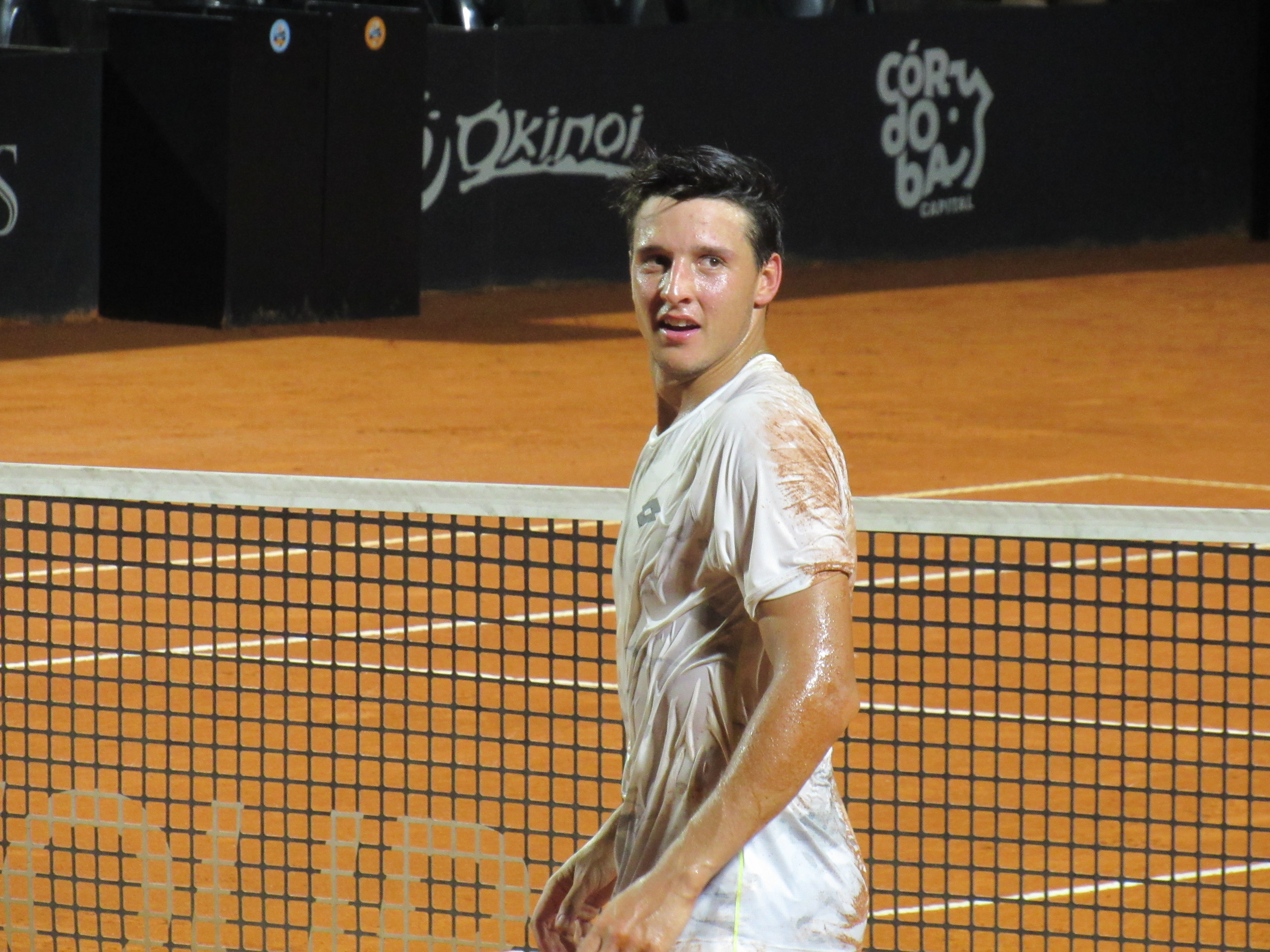
Luciano Darderi luego de pasar a la final del Córdoba Open 2024

### Individual masculino
Luciano Darderi venció a  Facundo Bagnis por 6-1, 6-4

### Dobles masculino
Máximo González /  Andrés Molteni vencieron a  Sadio Doumbia /  Fabien Reboul por 6-4, 6-1